# Бобино (Путивльский район)
Бобино (укр. Бобине) — село,
Бобинский сельский совет,
Путивльский район,
Сумская область,
Украина.
Код КОАТУУ — 5923880401. Население по переписи 2001 года составляло 467 человек .
Является административным центром Бобинского сельского совета, в который, кроме того, входят сёла
Пищиково,
Плаховка,
Толчениково и
Алябьево.

## Географическое положение
Село Бобино находится на расстоянии в 1 км от города Путивль и сёл Плаховка и Толчениково.
По селу протекает пересыхающий ручей с запрудой.
Серез село проходит автомобильная дорога Т-1908.

## История
- Село Бобино основано во второй половине XVII века[3].

## Объекты социальной сферы
- Дом культуры.